# Spermacoce glabra
Spermacoce glabra är en måreväxtart som beskrevs av André Michaux. Spermacoce glabra ingår i släktet Spermacoce och familjen måreväxter. Inga underarter finns listade i Catalogue of Life.